# Točníkové z Křimic
Točníkové z Křimic uvádění také jako Točníkové na Křimicích a Prostiboři (německy jako Tocznik von Krzimicz) byli starý český vladycký rod. Své jméno odvozovali od Křimic na Plzeňsku.

## Historie rodu

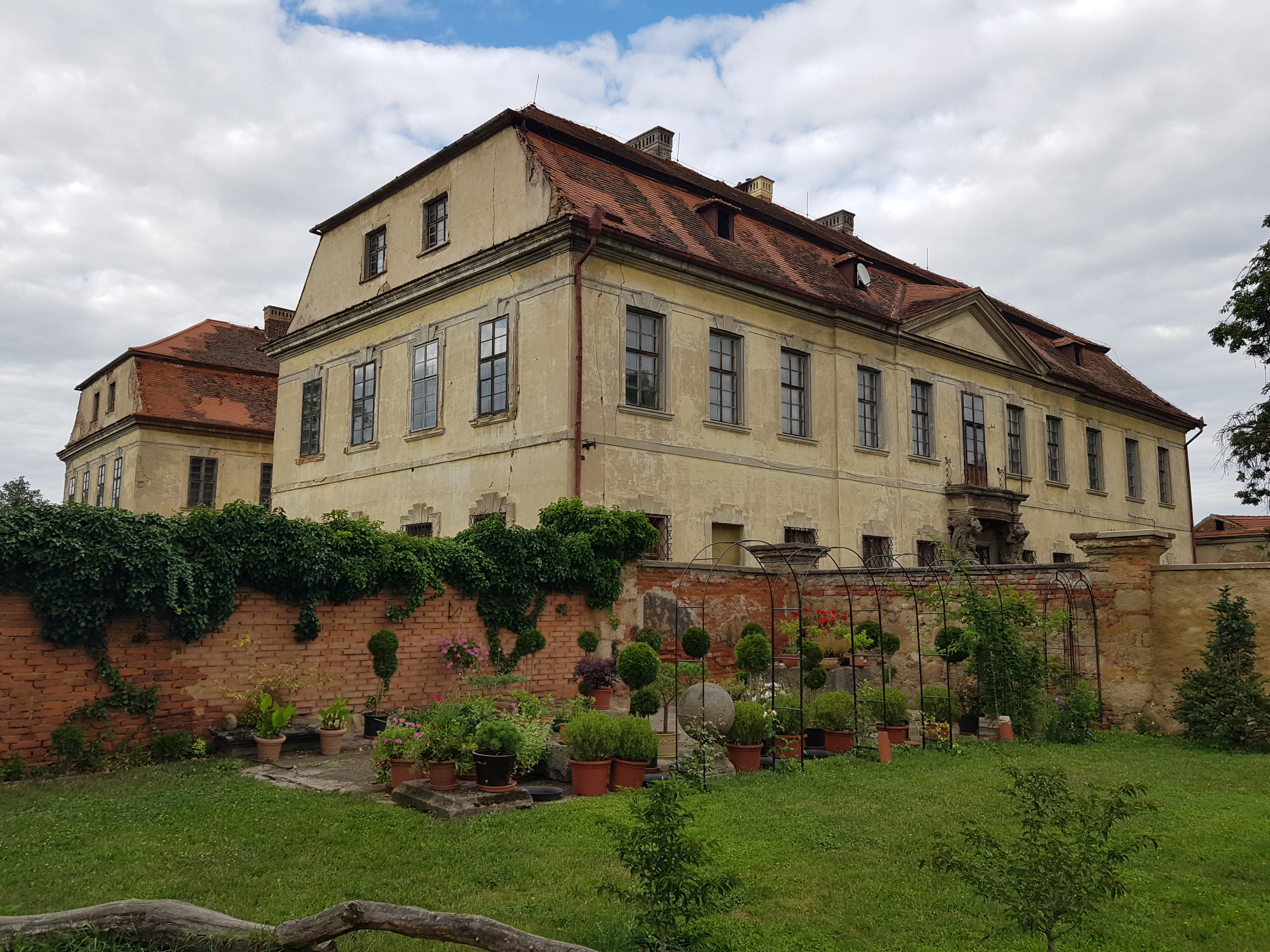
Zámek v Křimicích

První zpráva o vsi Křimice je z poloviny 13. století, kdy byla v majetku rodu Drslaviců. První písemná zmínka o zdejší tvrzi, kdy majiteli zdejšího panství byli již Točníkové, pochází až z roku 1498.
V 15. století objekt vlastnili Točníkové z Křimic gotický dům na náměstí v Plzni. Po roce 1523 vlastní Točníkové také ves Vejprnice.
V roce 1537 bratři Kryštof a Václav Točníkové z Křimic po smrti třetího bratra Purkarta prodávali statek Klabavu a v témže roce spolu se strýcem Janem novou tvrz Ejpovice (sídlo přímo ve vsi), Hrádek a ves Kyšice městu Plzni.. Kryštof Točník z Křimic koupil v roce 1537 od Václava z Ronšperka hrad, dvůr a ves Prostiboř na Tachovsku, dvůr a ves Darmyšl, Telice a pustou ves Sovolusky.
Jistě nejvýznamnějším členem rodu byl politik Purkart Točník z Křimic na Prostiboři, syn plzeňského měšťana Václava Točníka z Křimic. Purkart sloužil od roku 1603 jako rada císaře Rudolfa II. V letech 1603–1618 vykonával také úřad nejvyšší zemského podkomořího a byl přísedícím zemského soudu v Praze. Účastnil se mnoha významných jednání a zasedání zemského sněmu. Byl stoupencem katolické strany a byl věrný císaři, za což byl ovšem v nemilosti stavovských vzbouřenců a na sněmu v roce 1619 mezi osoby položen, které napotom neměly připuštěny býti k vyšším úřadům zemským. Purkhart zemřel v roce 1621 jako poslední člen svého rodu.
Po jeho smrti tvrz v Křimicích krátce vlastnil jeho nevlastní syn Jan Jindřich Strojetický ze Strojetic, který byl ženatý s Voršilou z Vrtby, a po jehož smrti v roce 1648 panství připadlo jako dědictví Jaroslavu Františkovi z Vrtby. Trvz však v té době byla již ve špatném stavu. Další dědic Křimického panství, Sezima z Vrtby a v roce 1732 nechal v místě někdejší křimické tvrze František Václav z Vrtby vystavět nový barokní zámeček, jehož autorem byl František Maxmilián Kaňka.
Křimice na počátku 20. století získal Jaroslav Karel z Lobkovic a v roce 1830 si Lobkovicové zvolili Křimice jako své sídlo, které využívali až do poloviny 20. století. Poté zámek sloužil pro účely učňovského domu Škodových závodů v Plzni, později jako depozitář Západočeského muzea. Po Listopadu 1989 byl v roce 1994 objekt v restitucích připadlo zpět Lobkovicům.